# Санґушко Григорій Васильович
Григорій Сангушко (*після 1530 — 1555) — українсько-литовський князь часів Великого князівства Литовського.

## Життєпис
Походив з Ковельської гілки литовсько-українського роду Сангушків гербу Литовська Погоня. Старший син Василя Сангушки, державця (старости) свіслоцького, та Анни Скорутянки. Народився десь напочатку 1530-х років. Близько 1550 року одружився з донькою віленського воєводи Івана Горностая. Втім помер 1555 року внаслідок хвороби або нещасного випадку.

## Родина
Дружина — Анастасія, донька Івана Горностая
Діти:
- Андрій (1553—1591)
- Федора, дружина 1) князя Сигизмунда Гедройца; 2) Петра Стабровського, парнавського каштеляна